# Valīrkān
Valīrkān (persiska: وليركان) är en ort i Iran.   Den ligger i provinsen Mazandaran, i den norra delen av landet, 110 km nordost om huvudstaden Teheran. Valīrkān ligger 79 meter över havet och antalet invånare är 250.
Terrängen runt Valīrkān är platt åt nordost, men åt sydväst är den kuperad. Runt Valīrkān är det ganska tätbefolkat, med 134 invånare per kvadratkilometer. Närmaste större samhälle är Āmol, 9,4 km öster om Valīrkān. I omgivningarna runt Valīrkān växer i huvudsak blandskog.